# Acanthocobitis rubidipinnis
Acanthocobitis rubidipinnis е вид лъчеперка от семейство Nemacheilidae. Видът е незастрашен от изчезване.

## Разпространение
Разпространен е в Мианмар.